# أوزان أوزكان
أوزان أوزكان (بالتركية: Ozan Özkan)‏ هو لاعب كرة قدم تركي في مركز الدفاع، ولد في 11 يونيو 1984 في موغلا في تركيا. لعب مع باندرمة سبور ودينيزلي سبور وسامسون سبور وقونية سبور وكارسياكا ومرسين إيدمانيوردو.

## وصلات خارجية
- أوزان أوزكان على موقع اتحاد تركيا (لاعب) (الإنجليزية)
- أوزان أوزكان على موقع Soccerway.com (الإنجليزية)